# 星合八碩
星合 八碩（ほしあい はっせき、1666年（寛文6年） - 1692年（元禄5年））は江戸時代の囲碁棋士。伊勢国津の生まれ、本因坊道策門下、七段。小川道的、佐山策元、桑原道節、熊谷本碩と共に道策五弟子の一人と数えられるが、わずか27歳で夭逝した。
8歳で碁を志し、津藩藤堂家からの預かり弟子として本因坊道策に入門。1679年(延宝7年)14歳の時にお目見え。1682年(天和2年)17歳で御城碁初出仕。その後計7局を勤めて6勝1敗。段位は六段とされていたが、当時道策は弟子の段位を実力より一子を下げていたと言われる。道策の跡目本因坊道的が没した翌年の1691年(元禄4年)に帰郷を許され、藤堂家お抱え碁士となったとも言われるが、翌正月に死去。道策より七段を追贈された。
棋譜は20数局が残されている。また御城碁出仕は、外家としての先例となっている。堅実で手厚い碁。

## 御城碁戦績
- 1682年(天和2年) 先番4目勝 林門入
- 1683年(天和3年) 白番3目勝 林門入
- 1684年(貞享元年) 先番8目勝 安井知哲
- 1685年(貞享2年) 先番中押勝 林門入
- 1687年(貞享4年) 先番3目勝 井上道砂因碩
- 1688年(元禄元年) 白番3目負 井上道砂因碩
- 1689年(元禄2年) 先番5目勝 井上道砂因碩